# Hofgut Kolnhausen

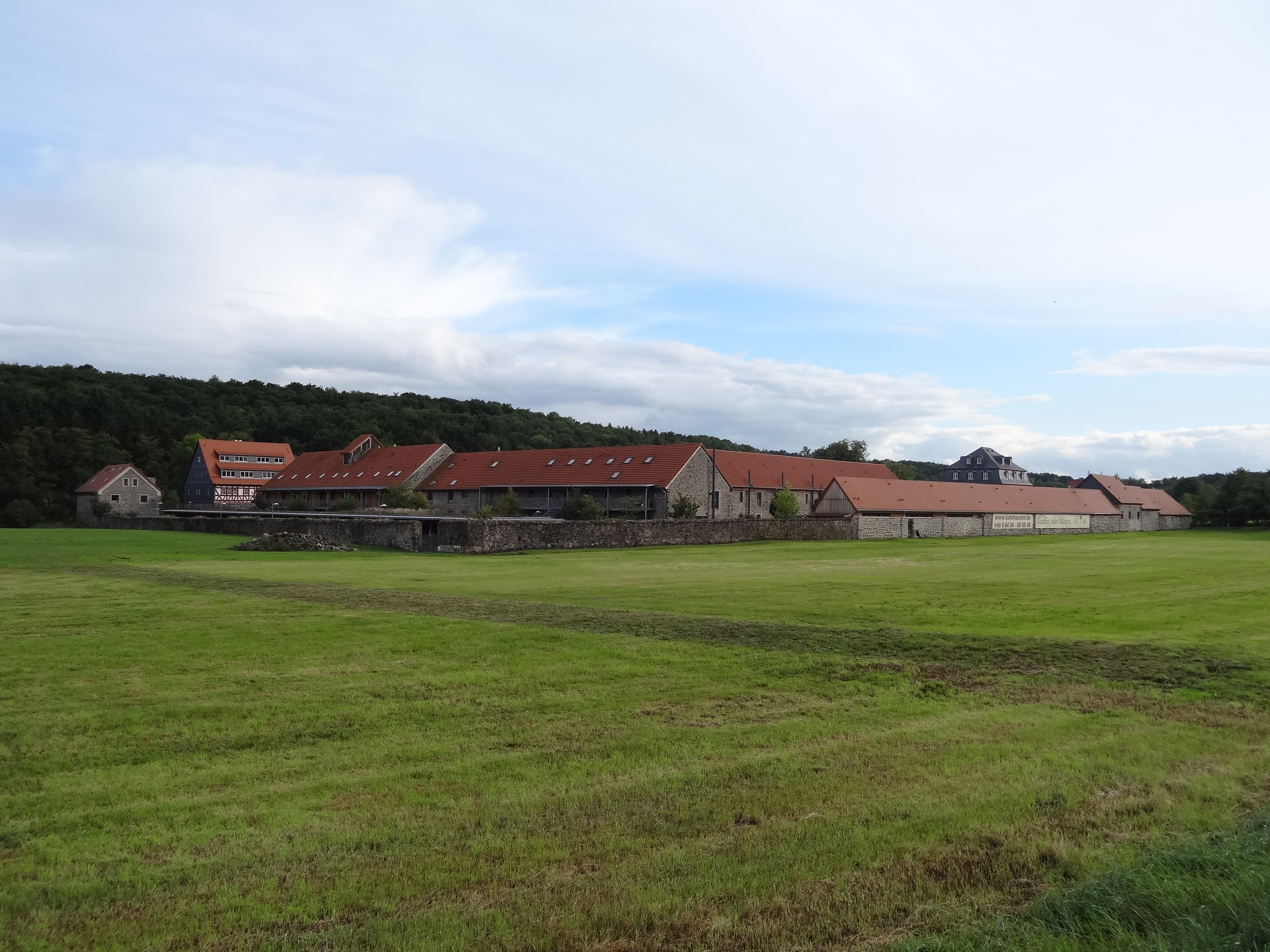
Hofgut Kolnhausen

Das Hofgut Kolnhausen am südwestlichen Stadtrand von Lich, Landkreis Gießen, im Tal der Wetter an der Bundesstraße 488 gelegen ist eine ehemals fürstliche barocke Wohnanlage mit Gutsherrenhaus, Wassermühle und landwirtschaftlichen Nebengebäuden.

## Geschichte

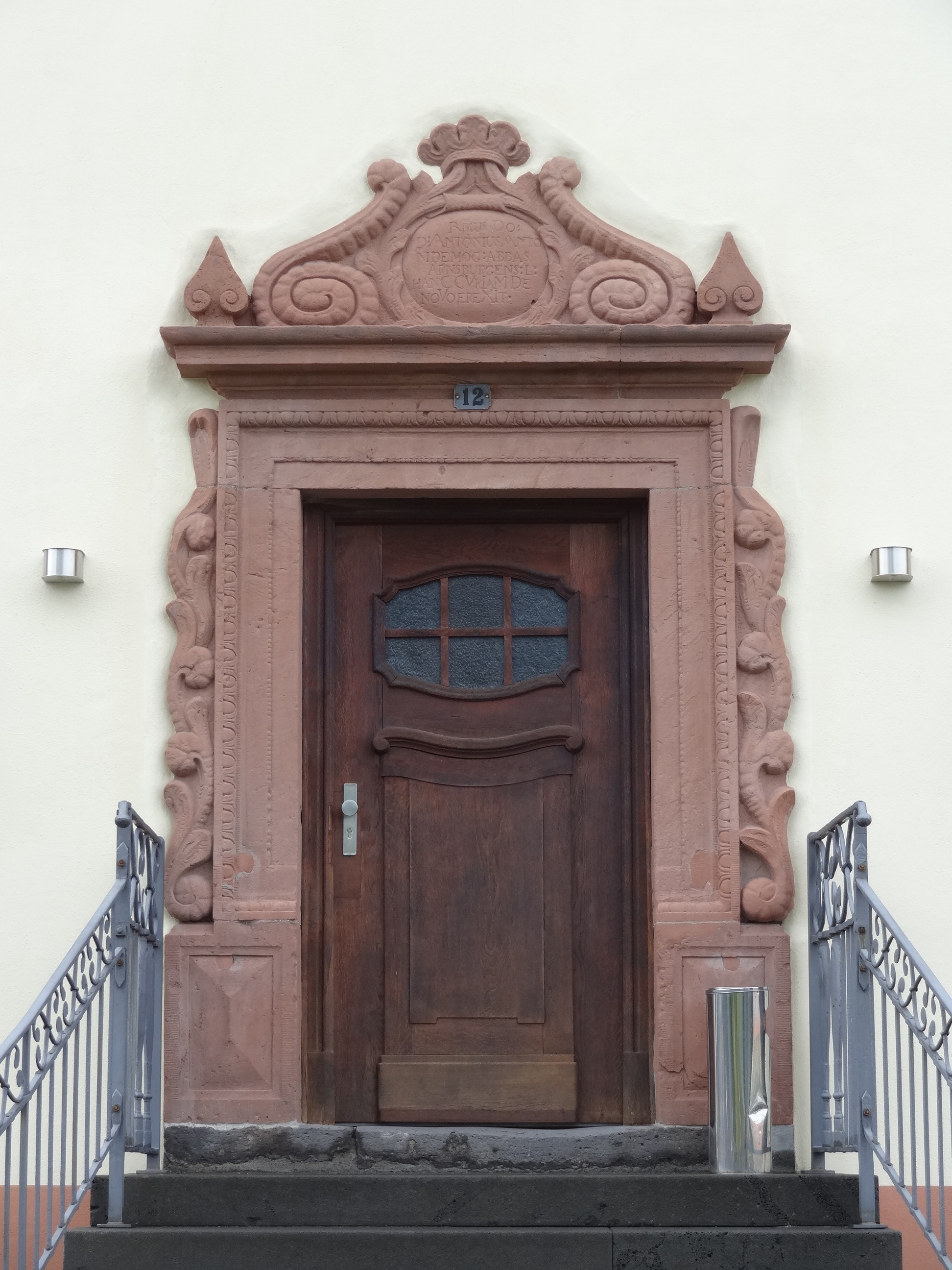
Queroval mit Inschrift „1721“ über der Tür am Wohnhaus

Das ehemals eigenständige Dorf Colenhuse ging 1174 erstmals durch eine Schenkung des Klosters Altenberg in den Besitz des Klosters Arnsburg über. Im Zuge der Güterpolitik des Klosters bald entvölkert und wüst geworden, gelangte der Kolnhäuser Hof 1197 durch Tausch an die Augustiner-Chorherren im Kloster Schiffenberg. Ab 1215 wird es wieder Grangie des Zisterzienserklosters Arnsburg.
Unter dem Abt Antonius Antoni wurden zu Beginn des 18. Jahrhunderts die Gutsanlage in ihrer heutigen Kernform erbaut: Eine Bauinschrift am barocken Gutshaus mit dem Datum 1721 weist auf seine Bautätigkeit hin, die Stallungen entstanden 1716.
Mit der Säkularisation im Zuge des Reichsdeputationshauptschlusses von 1803 kam das Ende des Klosters Arnsburg, seine Besitzungen wurden aufgeteilt. Das zum Kerngebiet der Abtei zählende Hofgut Kolnhausen nebst 747 Morgen Land und 1002 Morgen Wald ging in den Besitz der Fürsten zu Solms-Hohensolms-Lich über, die es in der Folge als landwirtschaftliches Gut bewirtschafteten; gleichzeitig wurden diese Liegenschaften – im Gegensatz zum Kernkomplex des Klosters Arnsburg, welcher bis 1973 gemeinderechtlich selbstständig blieb – dem Gebiet der Stadt Lich zugeschlagen. Pächter des Hofgutes war in der Mitte des 19. Jahrhunderts Johann Gros.
Bis zum Jahr 2001 wurde es von den Fürsten zu Solms-Hohensolms-Lich für die Rinderzucht genutzt. In den 1980er Jahren wurden die Ländereien zu einem Golfplatz umstrukturiert, die ehemaligen Gutsgebäude beherbergen heute einen Hotel- und Gaststättenkomplex.

## Die Architektur

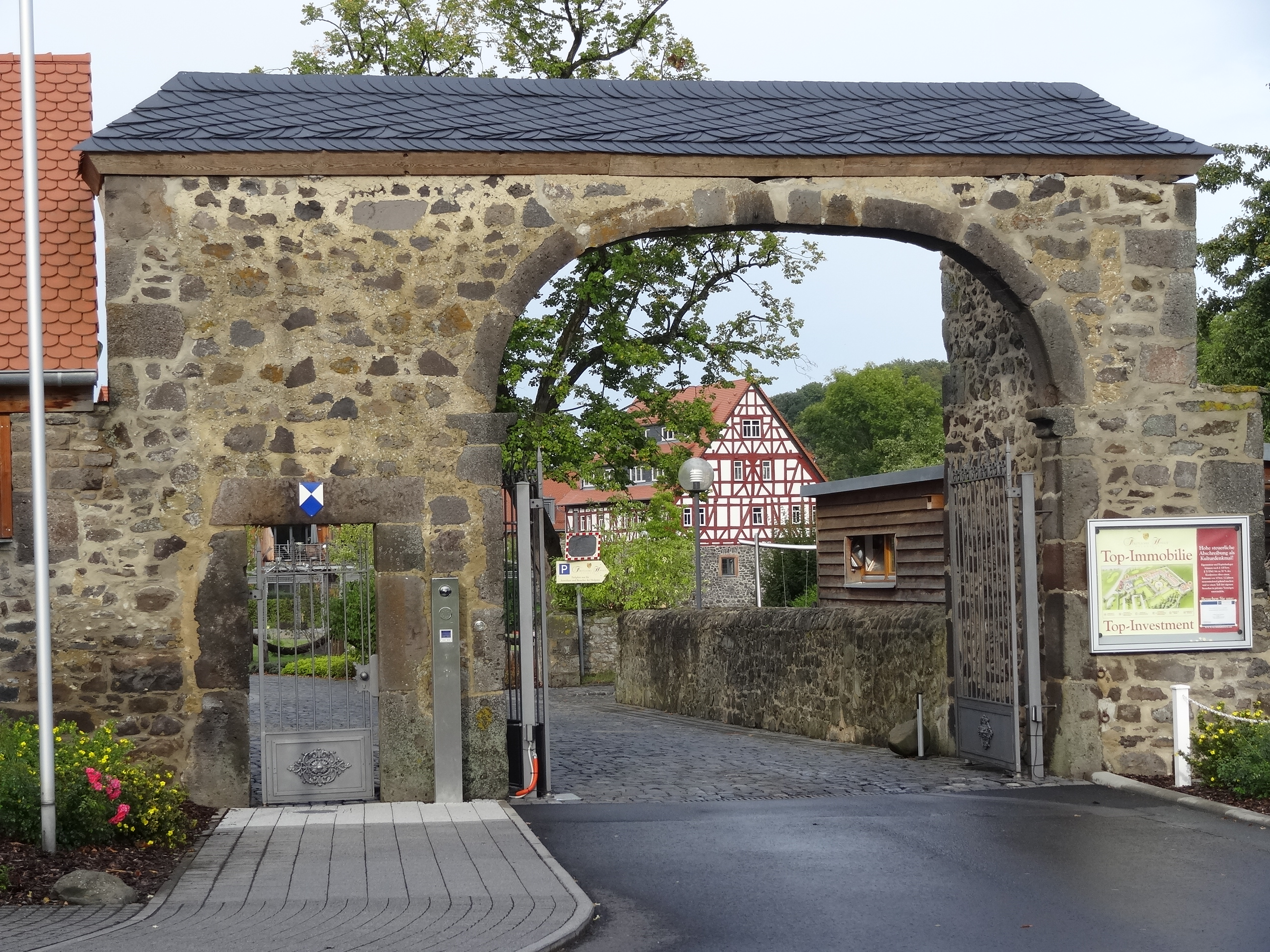
Torbau

Die rechtsseitig der Wetter liegende Hofanlage besteht aus einem unregelmäßigen, allseitig von einer Bruchsteinmauer umschlossenen Geviert.
Den Eingang bildet ein romanischer, verdachter Torbau aus Bruchsteinmauerwerk an der Südseite. Sein korbbogenförmiges, ursprünglich rundbogiges Tor und die niedrige, mit geradem Sturz abschließende Pforte, beide mit Gewänden aus Lungsteinquadern, sind offensichtlich sekundär verändert. Langgestreckte, flache, massive Wirtschaftsgebäude mit gestufter Dachabfolge sind im Westen und im Südwesten der Mauer aufgesetzt, so dass hier ein äußerer Gebäudering entsteht. Eine weiter innen gelegene, hakenförmige Gebäudegruppe, die aus einem zweigeschossigen, langgestreckten Bruchsteinbau (1716), einer Bruchsteinscheune mit rundbogiger Einfahrt und einem Wirtschaftsgebäude mit Fachwerkaufsatz (19. Jahrhundert) besteht, bildet nach Nordwesten und Norden eine geschlossene Abfolge.

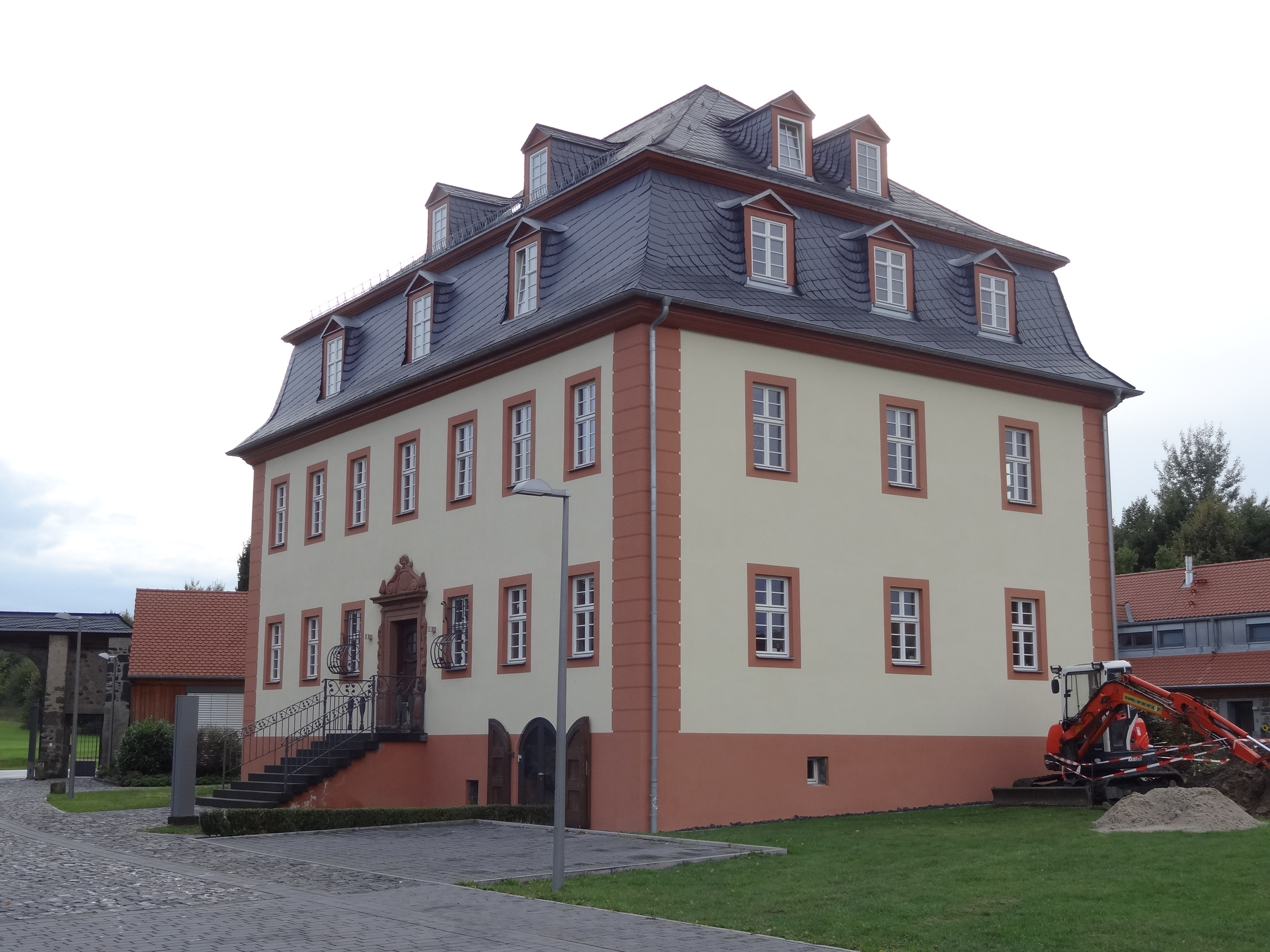
Wohnhaus

Besonders bemerkenswert ist das alle anderen Gebäude überragende, von einem barocken Mansarddach überfangene Wohnhaus. Es ist zweigeschossig, hat einen Kellersockel und zeigt kubische Form mit symmetrisch geordneten Fenstern, die auf der Hauptansichtsseite im Osten zu sieben Achsen ausgebildet sind. Auf dieser Seite liegt auch das über dem abschließenden Gesims ein von Voluten und Knorpelornamentik umschlossenes Queroval mit der Inschrift:
RMUS DO:
D: ANTONIUS ANTO
NI DE MOG: ABBAS
ARNSBURGENSIS: L:
HANC CVRIAM DE
NOVO EREXIT
deren herausgehobene Buchstaben die Datierung 1721 ergeben.

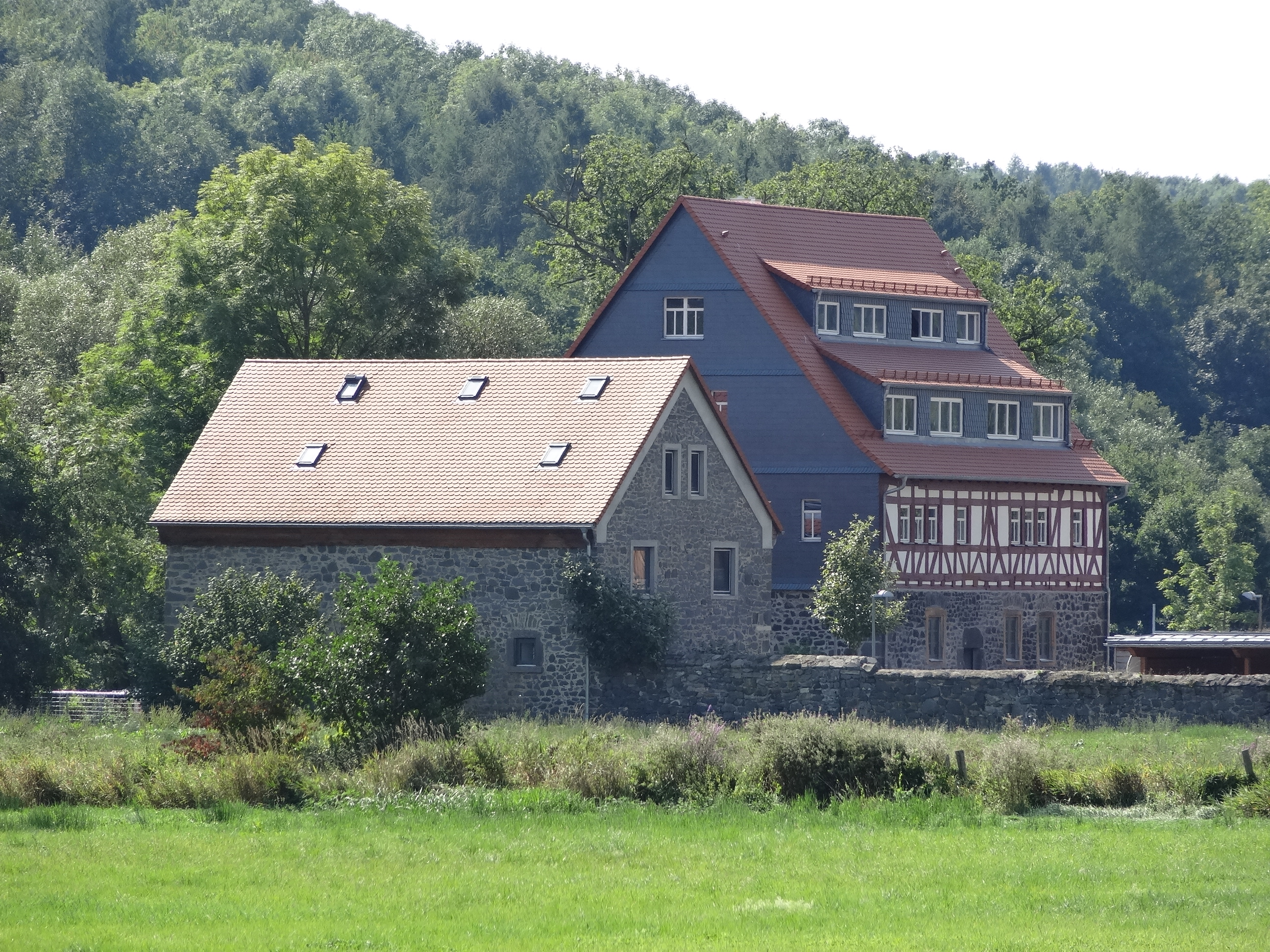
Mühlengebäude und Scheune

Einschließlich des zweigeschossigen Mühlengebäudes im Nordwesten (altes Bruchsteinuntergeschoss mit Eckquaderung, rundbogigen Kellerfenstern und gewändeten Fenstern, verputztes Fachwerkobergeschoss, steiler seitlich verschieferter Giebel), den Resten der Mühleneinrichtung am Bachlauf, der alten Bruchsteinscheune im äußersten Nordostwinkel sowie des Mühlbachs und der angrenzenden Freiflächen ist die Hofanlage als Gesamtanlage ein Kulturdenkmal.